# Hrašovík
Hrašovík (in ungherese Rás) è un comune della Slovacchia facente parte del distretto di Košice-okolie, nella regione di Košice.